# Villa La Angostura
Villa La Angostura és una ciutat argentina situada en el departament Los Lagos, al sud de la província del Neuquén, a la Patagònia.
La ciutat està enclavada en el sector nord del Parc Nacional Nahuel Huapi, envoltada de llacs, boscos i muntanyes, i és considerada una de les localitats més boniques de la Patagònia cordillerana, guanyant-se el sobrenom de Jardí de la Patagònia.
A pocs quilòmetres es troba el pas fronterer amb Xile, Cardenal Samoré, i al costat d'altres localitats properes, com San Carlos de Bariloche i San Martín de los Andes conformen un corredor turístic de gran popularitat tant en l'època estival com en la hivernal.

## Geografia
Villa La Angostura és una ciutat de faldeo relativament petita envoltada de bosc natiu, situada a 780msnm sobre el marge est de la serralada dels Andes. Al nord ia l'est limita amb els turons Bayo (1.782 m), Inacayal (1.840 m) i Belvedere (1.992 m), i al sud i oest amb el llac Nahuel Huapi. És dividida en dos pel rierol Las Piedritas.

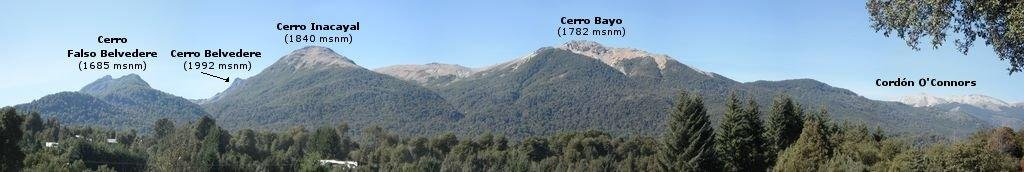
Vista panoràmica del cordó de turons des del barri nord de la ciutat.

## Galeria fotogràfica

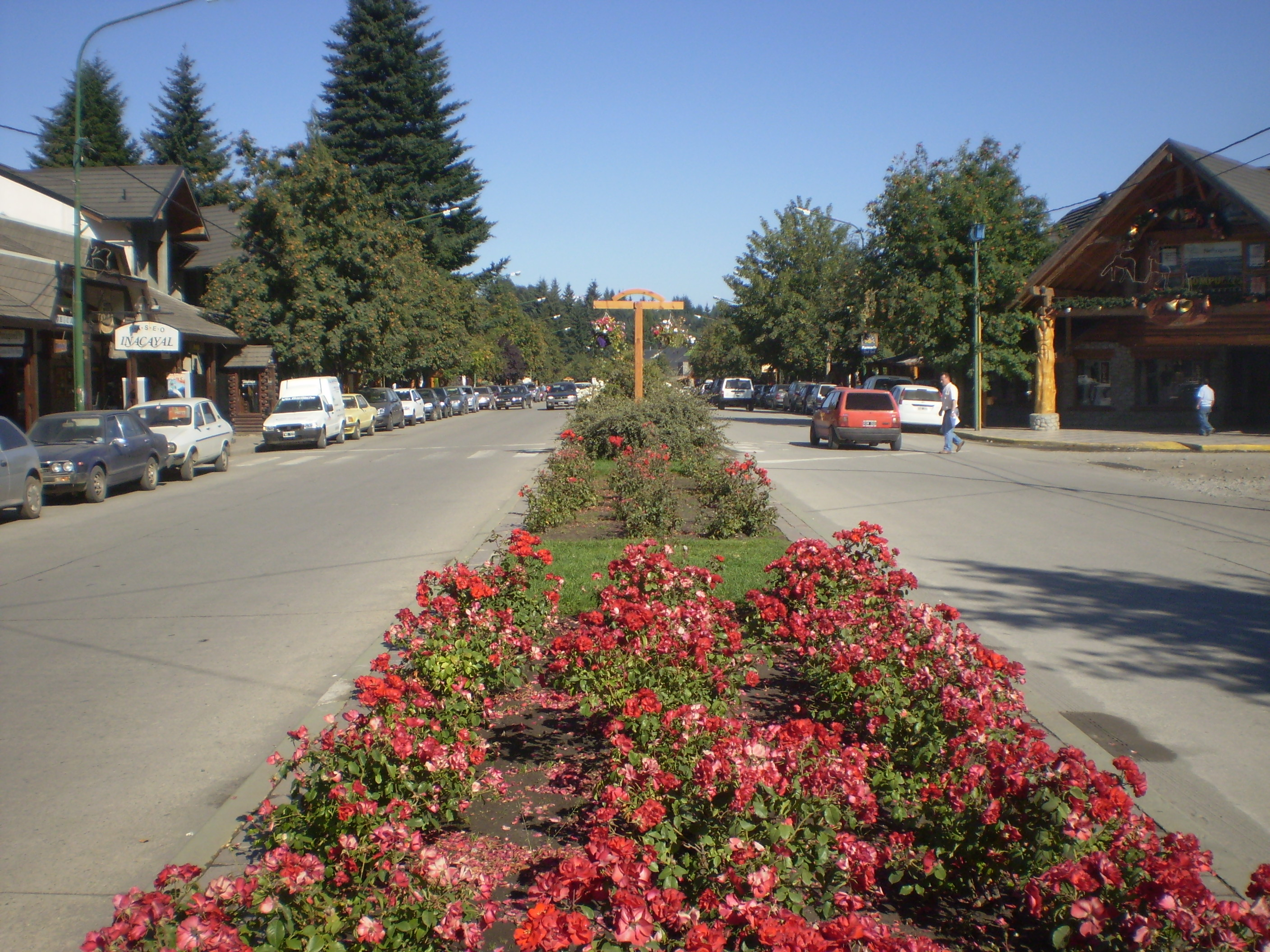
Avinguda a Villa La Angostura.
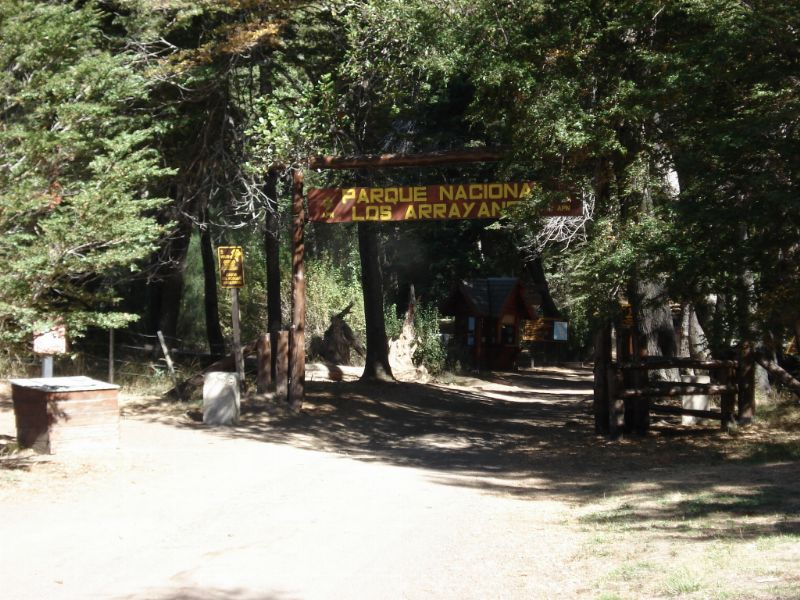
Entrada al Parc Nacional Los Arrayanes.
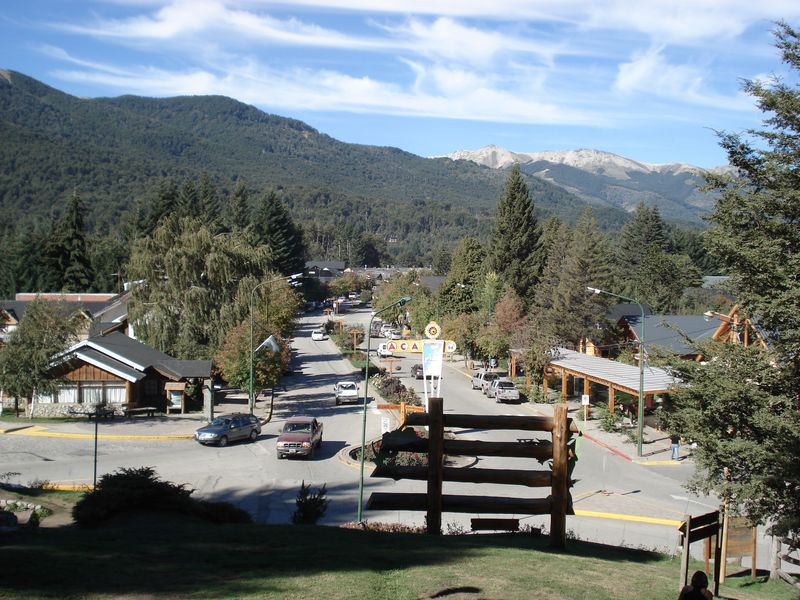
Centre de la ciutat vist des de la plaça San Martín.
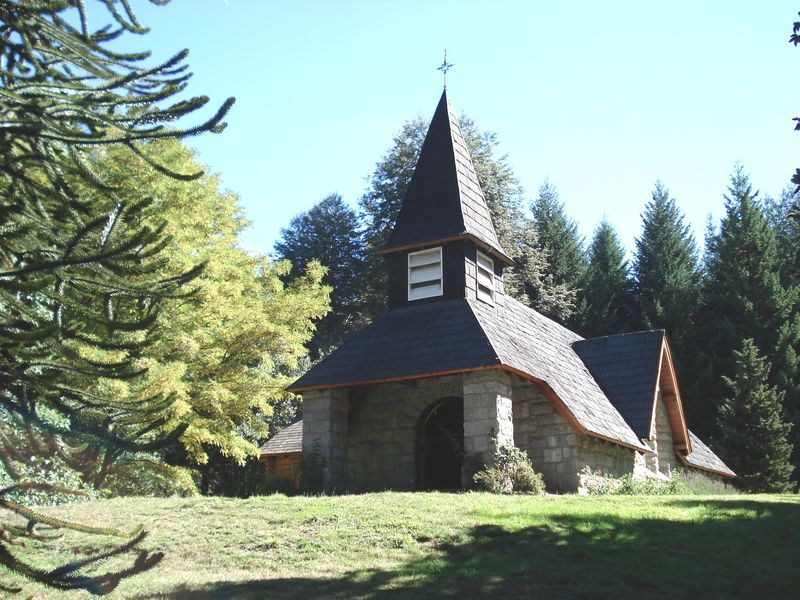
Capella La nostra Senyora Verge de l'Assumpció.
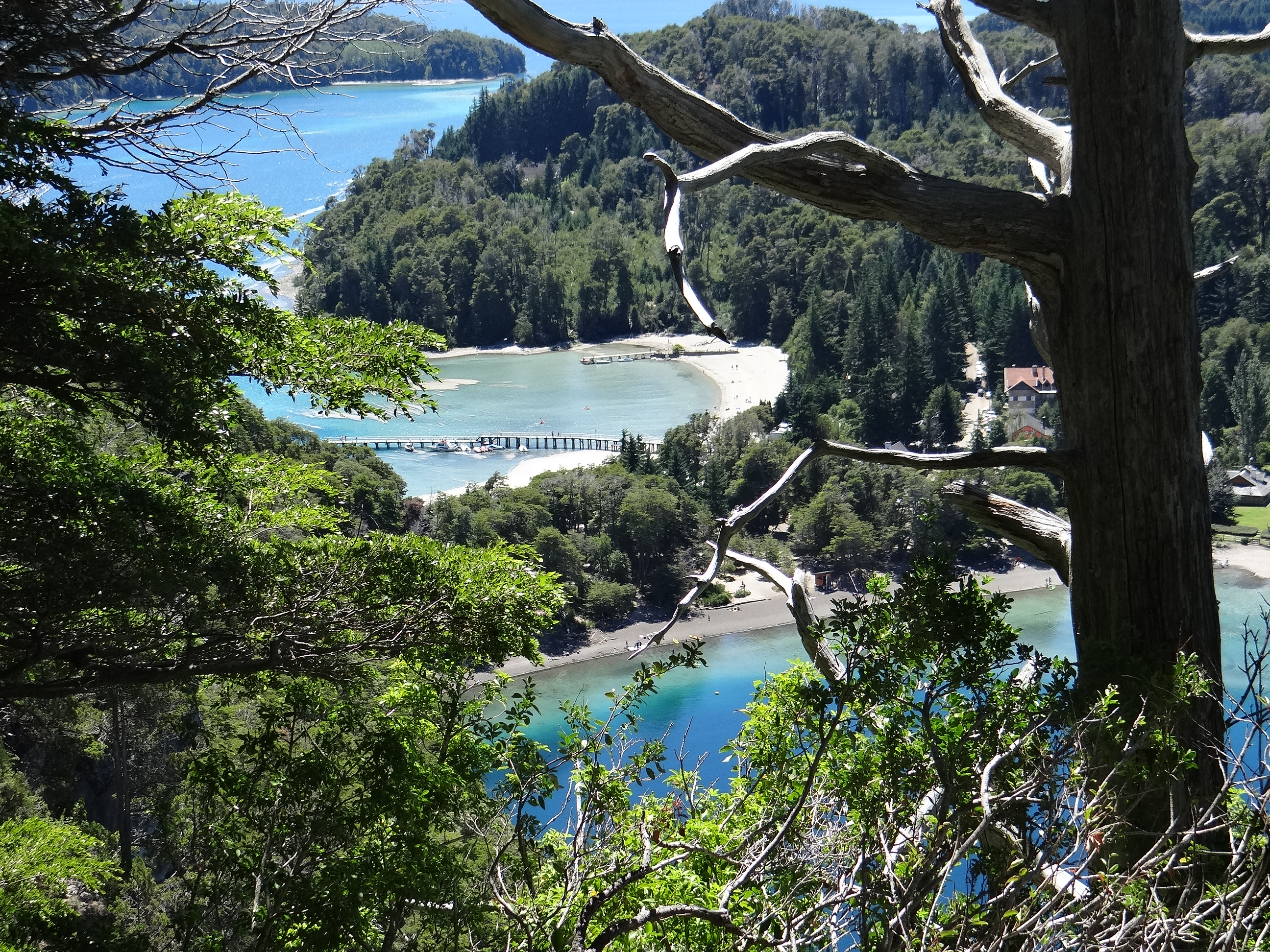
Istme de Quetrihué.